# Dernier Appel
Pour le giallo belgo-italien coécrit et réalisé par Alberto De Martino, sorti en 1972, voir Dernier Appel (film).
Albums de Tiken Jah Fakoly
African Revolution
(2010) Racines
(2015)

Dernier Appel est un album de reggae de l'artiste ivoirien Tiken Jah Fakoly sorti le 2 juin 2014 chez Universal Music.

## Titres présents sur l'album
Les titres sont ceux de l'album dans sa version européenne. La version africaine comporte six titres supplémentaires.
| No  | Titre                                   | Durée |
| --- | --------------------------------------- | ----- |
| 1.  | Dernier appel                           | 3:48  |
| 2.  | Human thing (feat. Nneka)               | 3:21  |
| 3.  | Le prix du paradis                      | 3:19  |
| 4.  | Diaspora (feat. Alpha Blondy)           | 3:11  |
| 5.  | Tata                                    | 4:14  |
| 6.  | Dakoro                                  | 2:43  |
| 7.  | War ina Babylon (feat. Nneka & Patrice) | 3:28  |
| 8.  | Too much confusion (feat. Patrice)      | 3:14  |
| 9.  | Quand l'Afrique va se réveiller         | 3:35  |
| 10. | Saya                                    | 3:28  |